# Ischgl
Ischgl (rätoromanisch Ischlaⓘ) ist eine Gemeinde in Tirol (Österreich) mit 1635 Einwohnern (Stand 1. Jänner 2025). Die Gemeinde liegt im Gerichtsbezirk Landeck an der Grenze zur Schweiz.
Auf knapp 1400 Metern Höhe im Paznaun gelegen, ist der Ort bekannt für sein Skigebiet Silvretta Arena mit 238 Kilometern Piste und 45 Liftanlagen, das mit der schweizerischen Gemeinde Samnaun verbunden ist. Das einstige Bergbauerndorf verwandelte sich im 20. Jahrhundert in eine Hotelsiedlung, die den Massentourismus bedient. In der Skisaison finden dort zahlreiche Après-Ski-Partys und Konzerte verschiedener internationaler (Schlager-)Stars statt, zu denen bis zu 25.000 Besucher kommen. Im Jänner 2020 kamen auf 1.600 Einwohner knapp 12.000 Betten für Touristen in 390 Hotels.
Durch die COVID-19-Pandemie wurde Ischgl im März 2020 weltweit bekannt, nachdem von dem Ort eine der ersten großen Anhäufungen von Fällen des Coronavirus SARS-CoV-2 in Europa ausging (siehe COVID-19-Pandemie in Ischgl).

## Geographie

### Lage
Ischgl liegt auf 1377 m ü. A. im Paznaun, einer Talung im äußersten Westen von Nordtirol, zwischen den Gebirgsgruppen Silvretta und Verwall. Durch das Gemeindegebiet fließt die Trisanna. Beim Hauptort Ischgl und der Ortslage Brand mündet der Fimbabach in die Trisanna. Der Bürkelkopf mit 3032 m ü. A. bildet den höchsten Punkt der Gemeinde.

### Klima
Ischgl gehört der gemäßigten Klimazone an und liegt im Grenzbereich zwischen atlantischem, kontinentalem und mediterranem Einfluss. Die Kettengebirge wirken als Wetterscheiden, an denen Föhneffekte wirksam werden können. Die zentralalpinen Hochtäler sind aufgrund der Höhenlage rau, aber sonnenscheinreich und haben vergleichsweise geringere Niederschläge als die nord- oder südalpinen Staulagen. Die durchschnittliche Jahrestemperatur in Ischgl beträgt 4,9 °C. Die wärmsten Monate sind Juli und August mit durchschnittlich 13,6 °C beziehungsweise 13,1 °C und die kältesten Jänner und Februar mit −4,1 °C beziehungsweise −3,1 °C im Mittel. Der meiste Niederschlag fällt im August mit durchschnittlich 122 Millimeter, der geringste im Februar mit durchschnittlich 43 Millimeter.
|                        | Jan  | Feb  | Mär  | Apr  | Mai  | Jun  | Jul  | Aug  | Sep  | Okt  | Nov  | Dez  |   |     |
| Mittl. Temperatur (°C) | −4,1 | −3,1 | 0,1  | 3,9  | 8,1  | 11,5 | 13,6 | 13,1 | 10,8 | 6,3  | 1    | −2,9 | ⌀ | 4,9 |
| Mittl. Tagesmax. (°C)  | −0,1 | 1,1  | 4,5  | 8,4  | 12,9 | 16,4 | 18,7 | 18   | 15,5 | 10,6 | 4,5  | 0,6  | ⌀ | 9,3 |
| Mittl. Tagesmin. (°C)  | −8   | −7,3 | −4,2 | −0,5 | 3,4  | 6,6  | 8,6  | 8,3  | 6,1  | 2,1  | −2,4 | −6,4 | ⌀ | 0,6 |
|                        |      |      |      |      |      |      |      |      |      |      |      |      |   |     |
| Niederschlag (mm)      | 46   | 43   | 45   | 57   | 93   | 95   | 117  | 122  | 86   | 61   | 69   | 51   | Σ | 885 |
|                        |      |      |      |      |      |      |      |      |      |      |      |      |   |     |
| Sonnenstunden (h/d)    | 2    | 4    | 5    | 6    | 5    | 6    | 7    | 5    | 6    | 5    | 3    | 2    | ⌀ | 4,7 |

| −8 |

| −7,3 |

| −4,2 |

| −0,5 |

| 3,4 |

| 6,6 |

| 8,6 |

| 8,3 |

| 6,1 |

| 2,1 |

| −2,4 |

| −6,4 |

| −8 |

| −7,3 |

| −4,2 |

| −0,5 |

| 3,4 |

| 6,6 |

| 8,6 |

| 8,3 |

| 6,1 |

| 2,1 |

| −2,4 |

| −6,4 |

### Gemeindegliederung
Das Gemeindegebiet umfasst eine einzige, gleichnamige Katastralgemeinde und gliedert sich in zwei Ortschaften (Einwohnerzahl Stand 1. Jänner 2025):
- Ischgl (1253 Einwohner) mit den Ortsteilen Ebene, Fimbatal, Pasnatsch, Paznaun, Paznauntal, Platt, Vergröß, Versahl und Waldhof
- Mathon (382 Einwohner) mit den Ortsteilen Piel und Valzur

### Nachbargemeinden
Drei der sechs Nachbargemeinden liegen im Bezirk Landeck, zwei in der Region Unterengadin/Münstertal, Kanton Graubünden (Schweiz).
| St. Anton am Arlberg |                                             | Kappl   |
|                      | Kompassrose, die auf Nachbargemeinden zeigt |         |
| Galtür               | Valsot und Scuol (Schweiz)                  | Samnaun |

## Geschichte

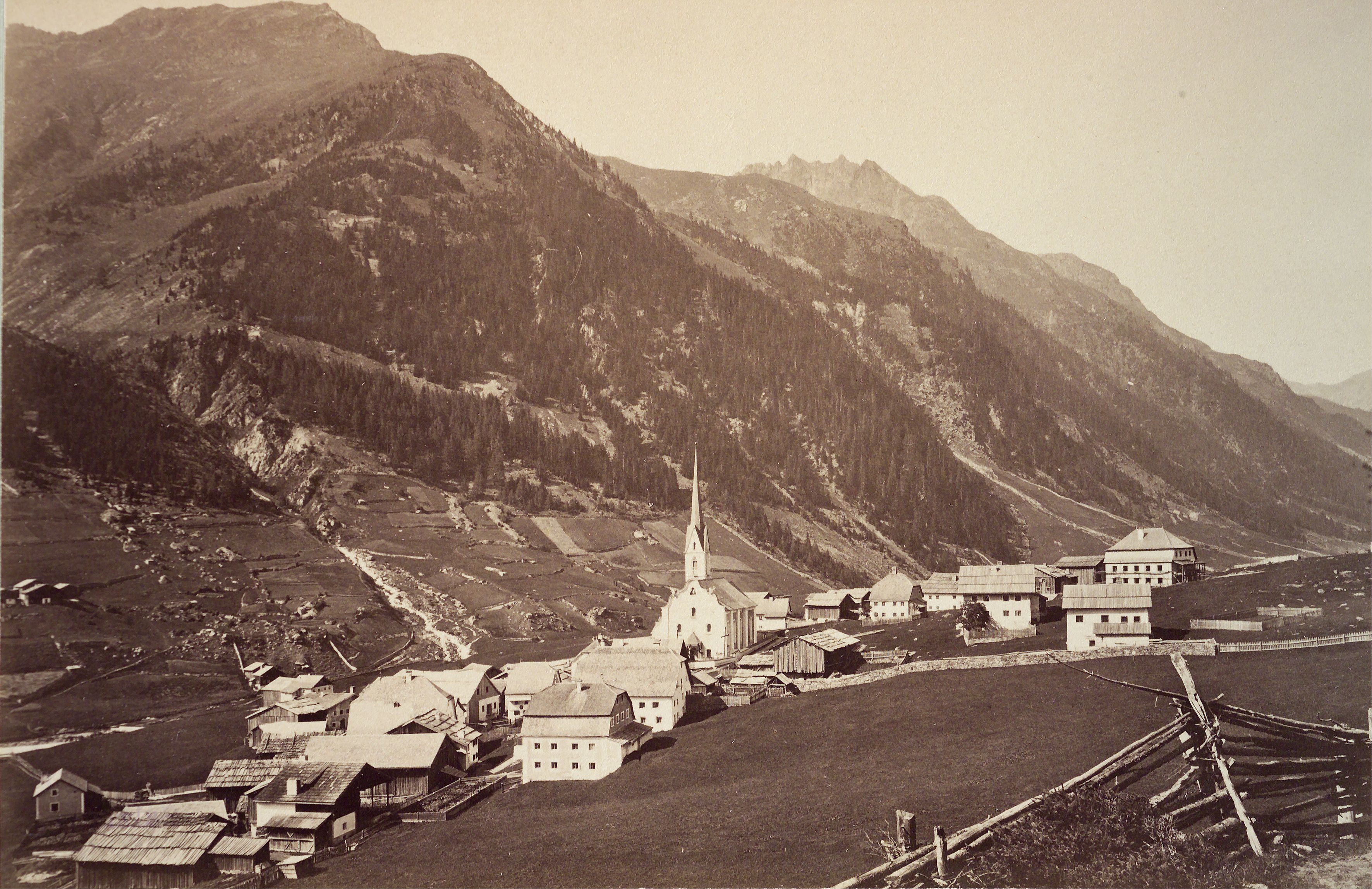
Ischgl um 1890

Ischgl ist im Bereich Tirol und Vorarlberg ein Grenzort des alemannischen Dialektraums, einerseits zwischen Höchstalemannisch und Bairisch, andererseits zwischen Höchstalemannisch und Vallader.

### Von der Besiedlung bis zum 19. Jahrhundert
Das einstige Bergbauerndorf (Yscla, rätoromanisch für „Insel“) wurde vor rund 1000 Jahren von Rätoromanen aus dem Engadin und im 13. Jahrhundert von den Walsern besiedelt. Eine befahrbare Verbindung ins Tiroler Oberinntal existierte nicht, so dass Ischgl wirtschaftlich eher mit dem Engadin und Vorarlberg verbunden war und auch Handel mit dem Vinschgau, Schwaben und Bayern trieb. Dazu kam ein Privileg des Erzherzogs Siegmund aus dem Jahre 1460, das es Ischgl erlaubte, zollfrei Vieh in bestimmte Gegenden zu exportieren und dafür zollfrei Getreide einzuführen. Ab 1505 kam das Recht auf Einzug eines Wegegeldes hinzu, mit der Auflage, die Wege vom Engadin weiter über das Zeinisjoch ins Montafon instand zu halten.
Bereits im 17. Jahrhundert wurde der Handel weniger, weil sich das Engadin von Tirol löste und damit die Beziehungen lockerer wurden. Nachdem sich Mitte des 18. Jahrhunderts der Jamtaler Ferner soweit vergrößert hatte, dass der Weg nicht einmal mehr mit Saumpferden passierbar war, kam der Handel zum Erliegen. Da im Jahr 1622 der Ort durch die Engadiner gebrandschatzt wurde, wurden für fünf Jahre alle Steuern erlassen.
Steuerkataster sind für die Jahre 1697 (Tiroler Landesarchiv Kat. 45/1) und 1775 überliefert. Im Jahr 1849 wurden Ischgl und Galtür endgültig mit dem Gericht Landeck vereinigt.
Im Jahr 1852 wurde die Ischgler Musikkapelle gegründet, die erst ab 1904 ein Probelokal in der Volksschule nutzen konnte.
Im 19. Jahrhundert begann eine starke Abwanderung, bei der Familien bis nach Amerika kamen. Durch Rückgang des Handels konnte die Bevölkerung im kargen Tal nicht mehr ernährt werden. Viele Bewohner verließen die Region, und Kinder wurden als Arbeitskräfte in die Fremde geschickt (siehe Schwabenkinder).
Am Ende des 19. Jahrhunderts tat sich mit dem Tourismus eine neue Einnahmequelle auf. In den 1880er-Jahren errichteten Sektionen des Österreichischen Alpenvereins (ÖAV) und des Deutschen Alpenvereins (DAV) mehrere Schutzhütten in der Gegend (siehe auch Liste der ÖAV-Hütten und Liste der DAV-Hütten).

### Erste Hälfte des 20. Jahrhunderts
Während des Ersten Weltkriegs fielen 23 Personen aus Ischgl und 3 wurden vermisst; im Zweiten Weltkrieg waren es 30 Gefallene und 7 Vermisste.
Am 24./25. Juli 1938 fanden in Tirol zahlreiche Heldengedenkfeiern statt, auch aus Ischgl lag ein Bericht vor.
Von 1943 bis 1945 gehörten Ischgl und Galtür zu den Zielen der Kinderlandverschickung, konkret aus Essen-Steele.
Anscheinend war die Region bis 1945 von Kriegshandlungen weitgehend verschont geblieben. Am Ende des Zweiten Weltkriegs trafen am 6. Mai 1945 im Paznaun die amerikanischen Truppen bei Ischgl auf französische Einheiten, die über das Zeinisjoch aus dem Montafon gekommen waren. Anfang Juli 1945 übergaben die Amerikaner das Gebiet den französischen Truppen, die hier bis zum Österreichischen Staatsvertrag 1955 die Kontrolle ausübten.

### Zunehmender Wandel zum Tourismusort

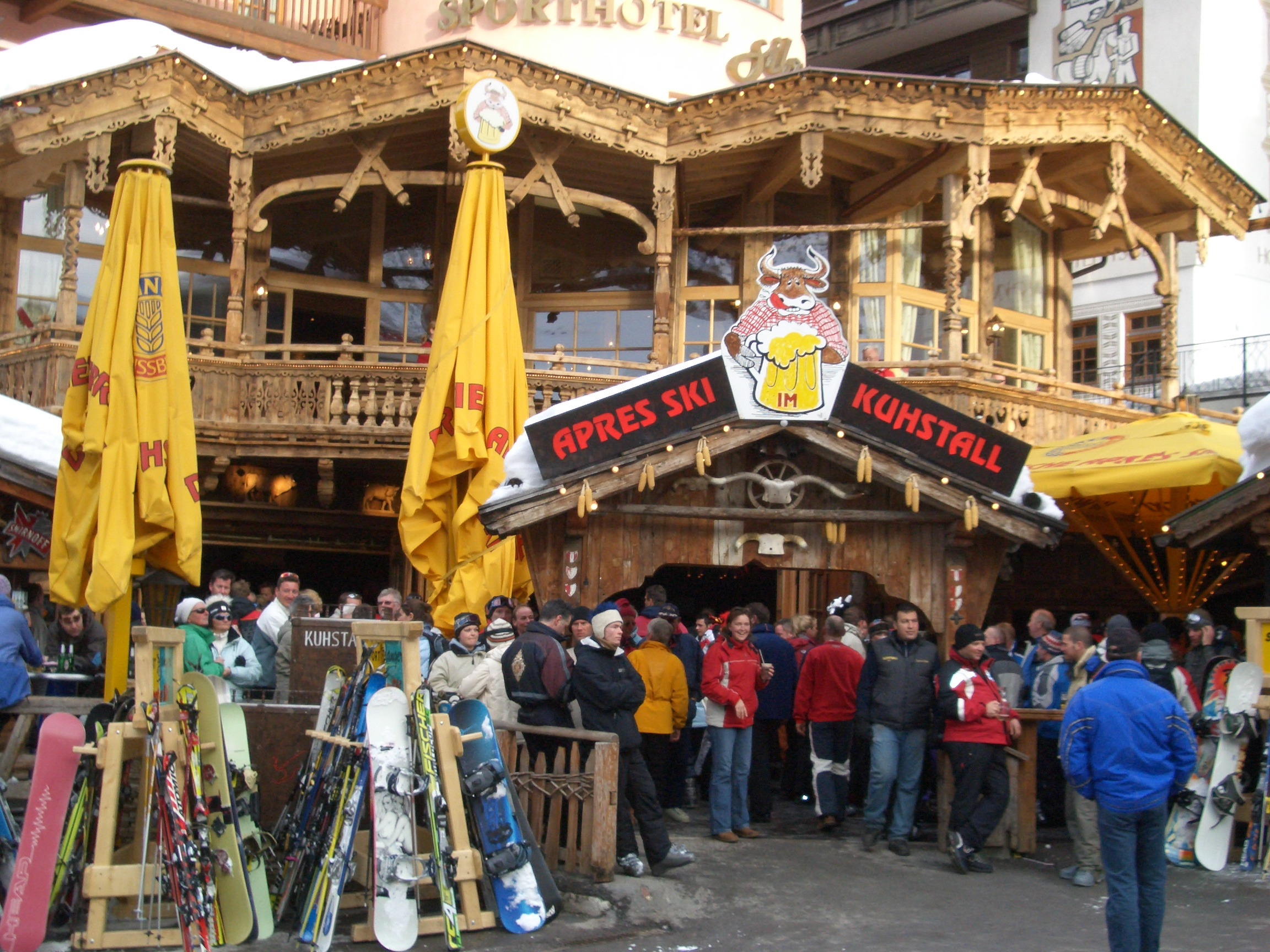
Après-Ski-Bar in Ischgl

Das einstige Bergbauerndorf durchlief in den letzten Jahrzehnten eine Entwicklung hin zu einem zunehmend touristischen Skigebiet. Infolgedessen wurden in Ischgl zahlreiche Hotels errichtet. Der Ort gilt heute mit seinen zahlreichen Après-Ski-Veranstaltungen als Beispiel für Massen- und Veranstaltungstourismus und wird daher auch als „Ibiza der Alpen“ bezeichnet.
Die Anfänge von Skischule und Tourismusverband reichen in das Jahr 1929 zurück. Erwin Aloys (1910–2002) war einer der ersten Skilehrer in Ischgl sowie Hüttenwirt auf der Heidelberger Hütte. Er erbaute das Hotel Madlein und war langjähriger Bürgermeister von Ischgl. Der Volksschuldirektor Josef Parth (1921–2011) hatte gute Beziehungen zu deutschen Reiseveranstaltern und brachte damit in frühen Jahren viele Gäste in das noch unbekannte Ischgl. Seine Kontakte zu Landespolitikern waren beim Seilbahnbau von großer Bedeutung. Xaver Zangerl (1927–1997) war langjähriger Leiter der Skischule Ischgl.
Mitentscheidend für den Aufbruch in den 1960er-Jahren waren Rudolf Wolf und Franz Kurz.
Der Hotelier Günther Aloys, Sohn von Erwin Aloys, spielte unter anderem mit der Errichtung des ersten Designhotels in Ischgl eine Rolle beim internationalen Durchbruch Ischgls als Urlaubsort. Seit 1989 war Alfons Parth (* 1957) Obmann des Tourismusverbandes. Er hat in dieser Zeit die Entwicklung von Ischgl maßgeblich geprägt, und während seiner Obmannschaft ist Ischgl zum international bekannten Urlaubsort geworden. Sein Nachfolger ist seit Dezember 2019 der Hotelier Alexander von der Thannen (* 1971).
Nach Ausführungen von Altbürgermeister Erwin Aloys ist „der gesamte Besitz der politischen Gemeinde Ischgl […] 1968 und 1972 den Agrargemeinschaften Mathon und Ischgl übertragen worden. In Mathon unter der Einlagenzahl 133 und in Ischgl unter den Einlagezahlen 128 und 129. […] Im Grundbuch war lediglich die Kirche mit dem Friedhof, das Gemeinde- und Schulhausgebäude […] als Gemeindebesitz ausgewiesen.“
1976 wurde nahe der Gemeinde Ischgl der gleichnamige Meteorit „Ischgl“ gefunden. Dieser Meteorit ist einer von acht auf österreichischem Staatsgebiet gefundenen Festkörpern kosmischen Ursprungs, welche die Erdatmosphäre durchquert haben, den Erdboden erreichten und nach einem Ort in Österreich benannt wurden (vgl. Liste der Meteoriten Österreichs). Der Meteorit war mit einer frischen Schmelzkruste überzogen und wies kaum Spuren irdischer Verwitterung auf. Er gehört zur Klasse der Gewöhnlichen Chondrite (LL6) und enthält u. a. das relativ selten vorkommende Mineral Chlorapatit.
Das Paznaun ist seit jeher hochgradig lawinengefährdet. In jüngster Zeit gab es in Ischgl Abgänge mit tödlichem Ausgang in den Jahren 1984, als ein Mann in einer Telefonzelle von einer Lawine begraben wurde, 2012, 2017 und 2018.
Im Jahr 1999 ereignete sich wenige Kilometer entfernt die Lawinenkatastrophe von Galtür mit 38 Toten.
Die Madleinlawine ist ein Lawinenstrich im Paznaun, die den Ort Ischgl bedrohte und regelmäßig, wie 1817 oder 1984, zu schweren Verwüstungen führte. Sie wurde mit einer über 35 Jahre dauernden sukzessiven Lawinenverbauung aufwändig gesichert, die 2010 fertiggestellt wurde.
Da sie einer Zufahrtsstraße zu einem Skilift im Wege stand, wurde im Jahr 2002 die denkmalgeschützte barocke Sankt-Gallus-Kapelle von Mitgliedern der Ischgler Agrargemeinschaft illegal abgerissen und durch einen Betonneubau in der Nähe ersetzt. Der damalige Bürgermeister und zwei weitere Beteiligte wurden dafür vom Tiroler Landgericht zu Geldstrafen verurteilt.
Im April 2002 trat Bill Clinton bei der Veranstaltung Message from the Mountains in Ischgl auf.
Während des Alpenhochwassers 2005 wurden in Ischgl zahlreiche Häuser zerstört.
Anlässlich der Abschiedssendung von Thomas Gottschalk bei „Wetten, dass..?“ nahm Gian Simmen am 3. Dezember 2011 als Snowboarder an einer Außenwette in Ischgl teil.
Im Jahr 2014 wurde das Kulturzentrum in Ischgl mit dem Österreichischen Bauherrenpreis ausgezeichnet.
Bei der 2017 erfolgten Volksbefragung zur Austragung der Olympischen Winterspiele im Jahr 2026 stimmten über 83 Prozent der Befragten in Ischgl für die Veranstaltung.
2023 wurde die Silvretta Therme eröffnet, die von Krieger Architekten geplant wurde.

### COVID-19-Pandemie 2020
Während der COVID-19-Pandemie 2020 war Ischgl – insbesondere die Après-Ski-Bar Kitzloch – im März 2020 ein Brennpunkt der COVID-19-Pandemie in Europa mit Hunderten vom Coronavirus infizierten Menschen. Laut einer Recherche des Spiegel sollen mehr als 11.000 Infektionen auf den Ort zurückzuführen sein. Seitdem ermittelt die Staatsanwaltschaft Innsbruck, ob Vorgänge im Urlaubsort zur Ausbreitung der Epidemie in ganz Europa geführt haben können und ob der begründete Verdacht der „Gefährdung durch ansteckende Krankheiten“ besteht.
Von den 1604 Einwohnern Ischgls starben zwei Personen. Neun Patienten mussten im Krankenhaus versorgt werden, einer davon auf der Intensivstation. Im April 2020 wurde eine Seroprävalenz von 51,4 Prozent nachgewiesen, im November 2020 waren es 45,4 Prozent. Die zweite Corona-Welle in Österreich Ende 2020 konnte sich in Ischgl nicht ausbreiten.
Die besondere Rolle, die Ischgl 2020 bei der Verbreitung des Coronavirus einnahm, wurde selbst in der Popkultur aufgegriffen. Der TV-Satiriker Jan Böhmermann veröffentlichte unter dem Künstlernamen „Tommy Tellerlift und die Fangzauner Schneebrunzer“ im März 2021 das Schlagerlied Ischgl Fieber, in dem er die Problematik auf humoristische Weise aufgriff.

### Bevölkerungsentwicklung
| Männer | Alterstufe | Frauen |
| ------ | ---------- | ------ |
| 1      | 90+        | 8      |
| 8      | 85–89      | 10     |
| 7      | 80–84      | 24     |
| 19     | 75–79      | 15     |
| 17     | 70–74      | 24     |
| 32     | 65–69      | 40     |
| 44     | 60–64      | 34     |
| 58     | 55–59      | 62     |
| 76     | 50–54      | 68     |
| 57     | 45–49      | 59     |
| 61     | 40–44      | 55     |
| 52     | 35–39      | 53     |
| 59     | 30–34      | 63     |
| 64     | 25–29      | 42     |
| 54     | 20–24      | 52     |
| 57     | 15–19      | 53     |
| 39     | 10–14      | 40     |
| 36     | 5–9        | 39     |
| 44     | 0–4        | 40     |

| Ischgl: Einwohnerzahlen von 1869 bis 2024           | Ischgl: Einwohnerzahlen von 1869 bis 2024 | Ischgl: Einwohnerzahlen von 1869 bis 2024 | Ischgl: Einwohnerzahlen von 1869 bis 2024 | Ischgl: Einwohnerzahlen von 1869 bis 2024 |
| --------------------------------------------------- | ----------------------------------------- | ----------------------------------------- | ----------------------------------------- | ----------------------------------------- |
| Jahr                                                |                                           |                                           |                                           | Einwohner                                 |
| 1869                                                | 1869                                      |                                           | 687                                       | 687                                       |
| 1880                                                | 1880                                      |                                           | 703                                       | 703                                       |
| 1890                                                | 1890                                      |                                           | 664                                       | 664                                       |
| 1900                                                | 1900                                      |                                           | 661                                       | 661                                       |
| 1910                                                | 1910                                      |                                           | 680                                       | 680                                       |
| 1923                                                | 1923                                      |                                           | 662                                       | 662                                       |
| 1934                                                | 1934                                      |                                           | 688                                       | 688                                       |
| 1939                                                | 1939                                      |                                           | 765                                       | 765                                       |
| 1951                                                | 1951                                      |                                           | 817                                       | 817                                       |
| 1961                                                | 1961                                      |                                           | 854                                       | 854                                       |
| 1971                                                | 1971                                      |                                           | 1.018                                     | 1.018                                     |
| 1981                                                | 1981                                      |                                           | 1.136                                     | 1.136                                     |
| 1991                                                | 1991                                      |                                           | 1.280                                     | 1.280                                     |
| 2001                                                | 2001                                      |                                           | 1.489                                     | 1.489                                     |
| 2011                                                | 2011                                      |                                           | 1.540                                     | 1.540                                     |
| 2021                                                | 2021                                      |                                           | 1.547                                     | 1.547                                     |
| 2024                                                | 2024                                      |                                           | 1.638                                     | 1.638                                     |
| Quelle(n): Statistik Austria, Gebietsstand 1.1.2021 |                                           |                                           |                                           |                                           |

### Religion
Die Volkszählung im Jahr 2001 erbrachte in Ischgl folgende Religionszugehörigkeiten: 1448 römisch-katholisch, 14 orthodox, 6 evangelisch, 5 islamisch, 14 ohne Bekenntnis und 2 unbekannt.

## Kultur und Sehenswürdigkeiten

### Baudenkmäler

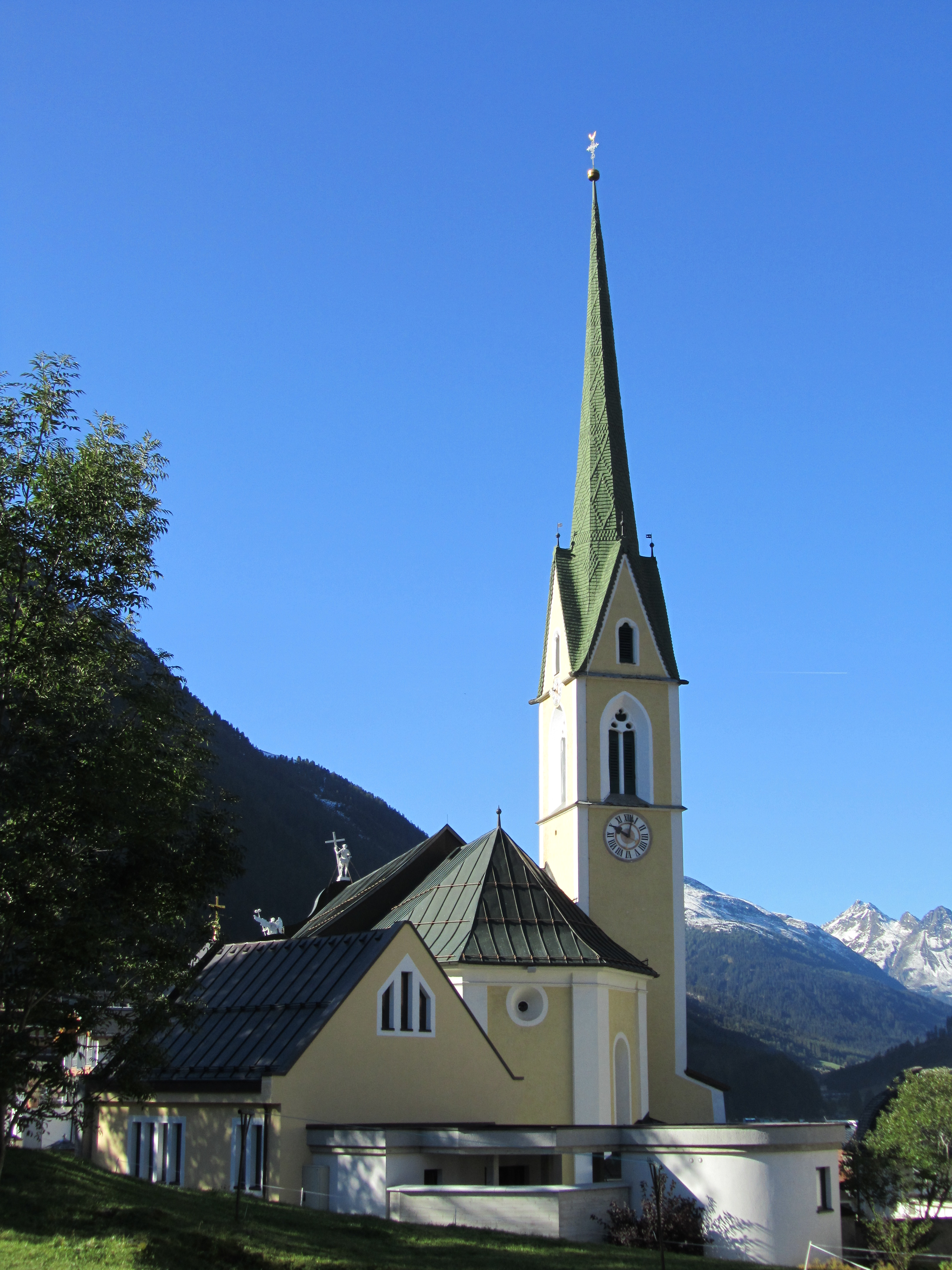
Pfarrkirche Ischgl

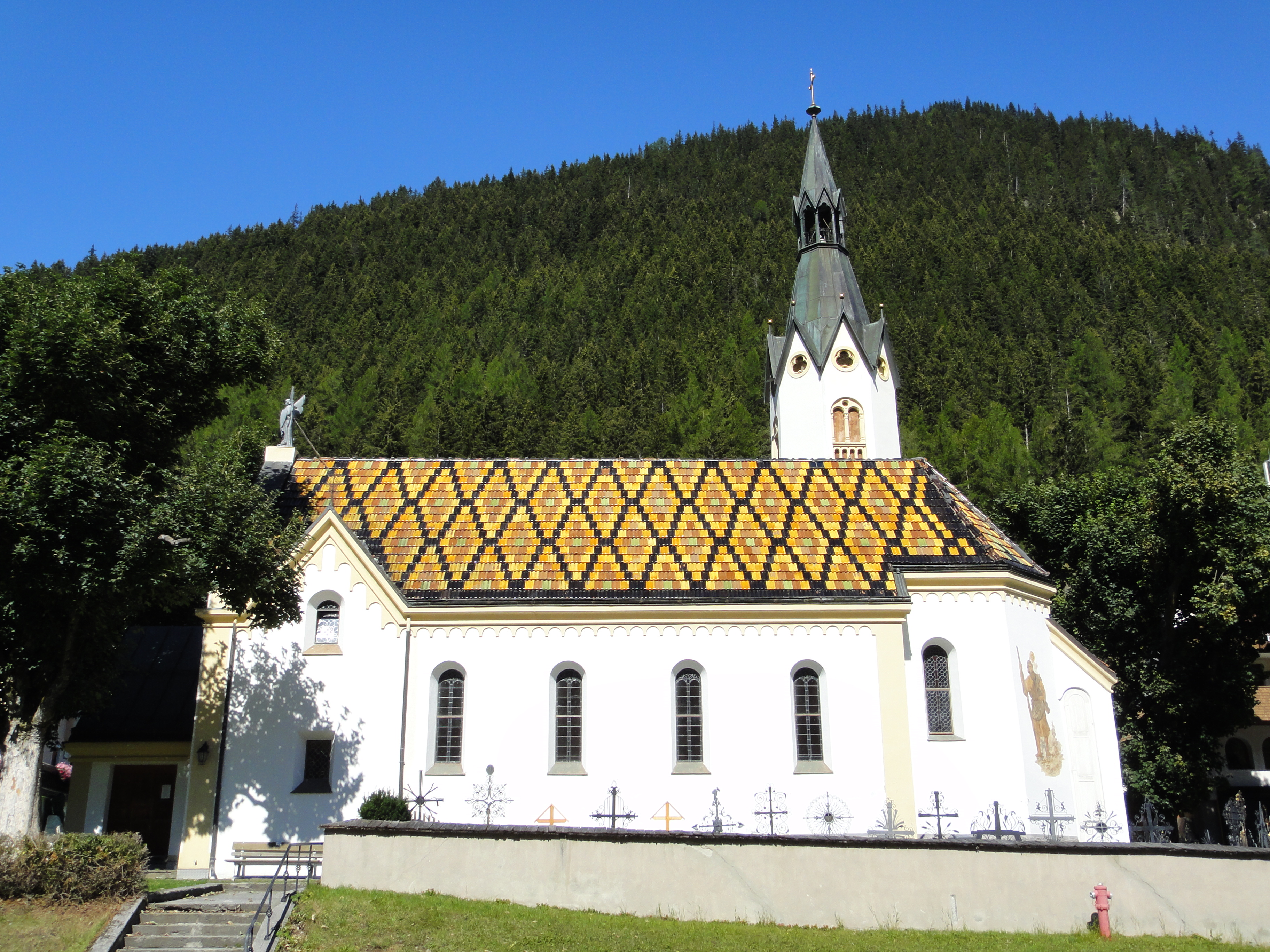
Expositurkirche in Mathon

- Katholische Pfarrkirche Ischgl hl. Nikolaus
- Katholische Expositurkirche Mathon hl. Sebastian
- Totenkapelle und Friedhof in Ischgl, mit einer Schnitzgruppe um 1700 von Jakob Auer
- Widum oberhalb der Kirche in Ischgl
- Kalvarienberg Ischgl
- Kapelle hl. Anna auf der Bodenalpe
- Kapelle Mariahilf in Ebene
- Kapelle hl. Drei Könige in Mathon
- Kapelle hl. Gallus in Oberpardatsch
- Kapelle Maria Schnee in Pasnatsch
- Kapelle hl. Blasius zu den 14 Nothelfern in Paznaun
- Kapelle in Platt
- Kapelle zu den sieben Schmerzen Mariens in Unterpardatsch
- Kapelle hl. Antonius in Versahl
- Kapellenbildstöcke in Unterschrofen und Vergöß

### Sport

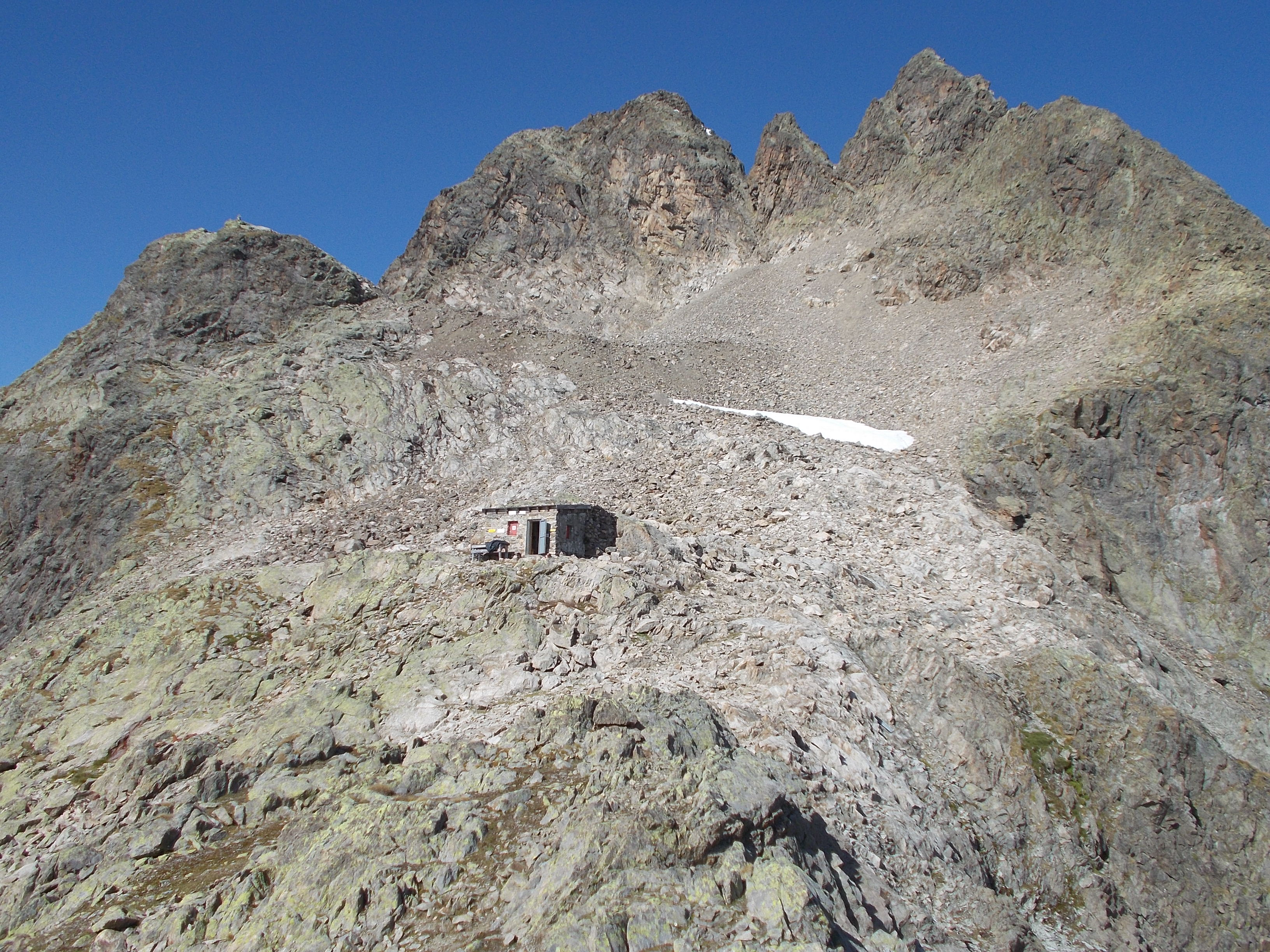
Kieler Wetterhütte unter der 2986 m hohen Fatlarspitze (Mitte)

Berg- und Wandersport sowie Mountainbiking
Entlang der Joe-Route, die als eine der bedeutendsten Transalp-Touren, von Oberstdorf nach Riva del Garda führt, liegt Ischgl als Station am Weg.
Mountainbike-Tourennetz: Im Sommer ist die Region besonders für Mountainbiker interessant, die sich mit den Bergbahnen auf bis zu knapp 2800 Meter Seehöhe transportieren lassen können. Mit einem Tourennetz von mehr als 1200 km gehört die Region zu einer der größten der Alpen. Jeden August wird das höchstdotierte Mountainbike-Marathon-Rennen Europas veranstaltet, der Ischgler Ironbike.
Auch die Albrecht-Route, eine Mountainbike-Strecke, die in sieben Tagen durch Hochgebirgsregionen der Alpen von Garmisch-Partenkirchen nach Torbole am Gardasee führt, verläuft über Ischgl.
Zwischen 2002 und 2012 war Ischgl in jedem zweiten Jahr die Montags-Station des vom bike-Magazin veranstalteten Mountainbike-Etappenrennens Bike Transalp.
Oberhalb von Ischgl befinden sich Alpenvereins- und Schutzhütten verschiedener Sektionen des Deutschen Alpenvereins. Dazu gehören die Heidelberger Hütte, die Darmstädter Hütte, die Friedrichshafener Hütte sowie die Kieler Wetterhütte.
Ischgl ist eine Station auf dem 1200 km langen in Ost-West-Richtung verlaufenden Zentralalpenweg.
Skisport
Am 15. April 1972 gewann Sepp Heckelmiller den Riesenslalom bei der Silvretta-Tropäe in Ischgl vor den Österreichern Hubert Berchtold und David Zwilling.
Die ISF-Snowboard-Weltmeisterschaft wurde 1993 in Ischgl ausgetragen.
Die Slalom-Wettbewerbe der Österreichische Alpine Skimeisterschaften fanden 1997 in Ischgl statt.
Auf den Skipisten nach Samnaun gibt es auf dem Idjoch auf 2752 m Höhe drei Punkte, die als kontrollierte Übergänge in die Schweiz und zurück gelten.

### Regelmäßige Veranstaltungen
Top of the Mountain Concert: Drei große Popkonzerte bilden neben weiteren Events Fixpunkte jeder Wintersaison: So stehen sowohl zum Opening als auch zu Ostern und dem Saison-Finale internationale Stars der Musikbranche in Ischgl im Rahmen der Top of the Mountain Concerts auf der Bühne (zu Top of the Mountain Concert Saison-Opening, dem Top of the Mountain Easter Concert (zu Ostern) und dem Top of the Mountain Concert Saison-Finale).
Der Ischgler Ironbike ist das höchstdotierte Mountainbike-Marathon-Rennen Europas. Es wird jährlich im August veranstaltet. Der Ironbike wird auf drei unterschiedlich langen Strecken ausgetragen, wobei die längste Strecke (79 km / 3820 Hm) als eines der anspruchsvollsten Marathon-Rennen gilt.

## Infrastruktur

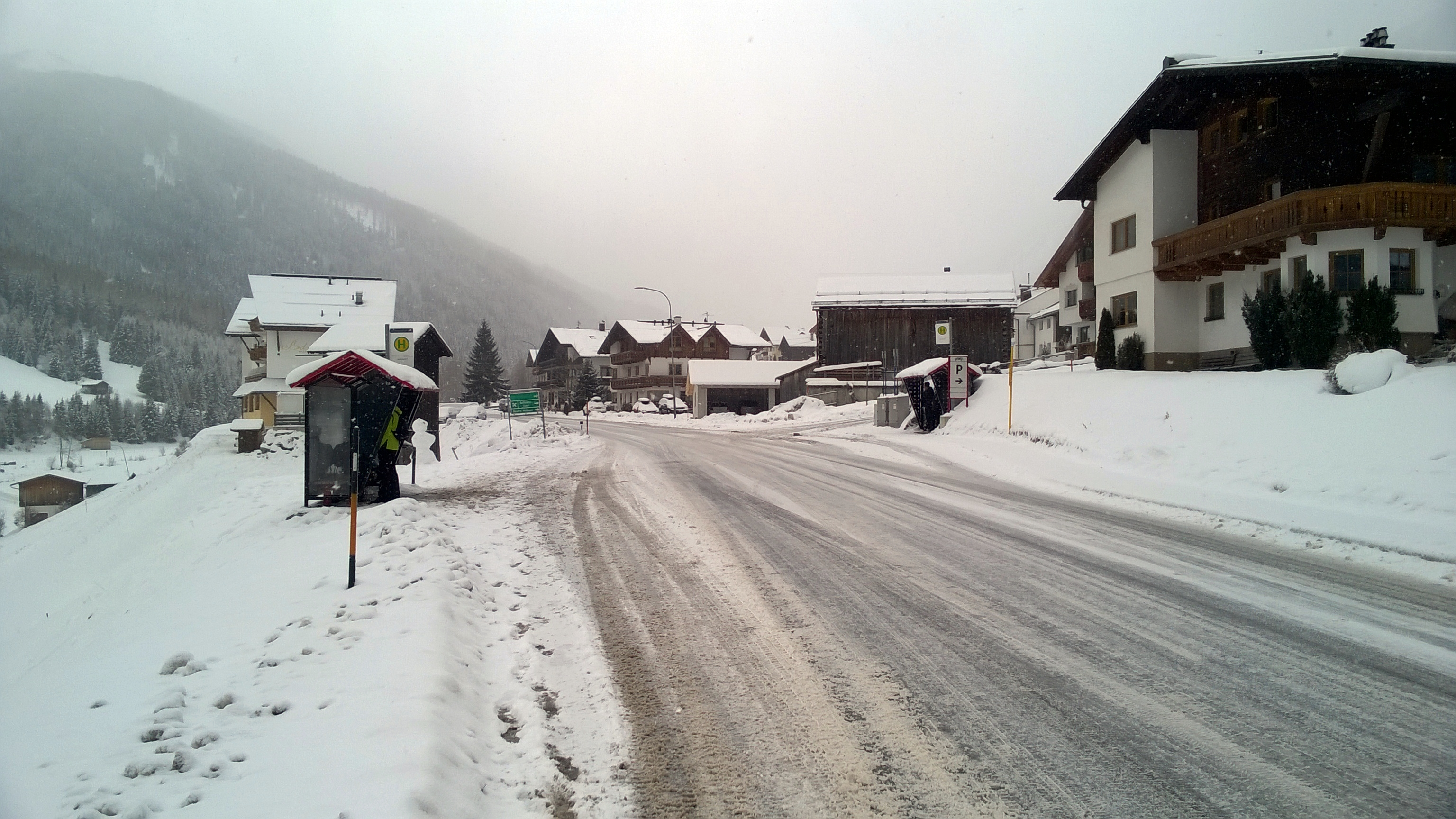
Paznauntalstraße im Winter bei Mathon

### Verkehr
Motorisierter Individualverkehr
Die Gemeinde Ischgl ist durch die Landesstraße Paznauntalstraße B 188 an das höherrangige Straßennetz angeschlossen. Zwischen 2002 und 2006 hieß die Straße Silvrettastraße. Die Paznauntalstraße mündet auf der Bielerhöhe in die Silvrettastraße in Vorarlberg sowie in Pians im Tiroler Inntal in die Tiroler Straße B 171.
Öffentlicher Verkehr
Fünf Buslinien des Verkehrsverbundes Tirol führen durch Ischgl und ermöglichen eine umsteigefreie Fahrt nach Landeck, Grins, Pians, See, Kappl und Galtür, sowie die Bielerhöhe in der Vorarlberger Gemeinde Gaschurn. Wichtigster Knotenpunkt des öffentlichen Nahverkehrs sind die Haltestellen Florianparkplatz und Silvrettabahn. Zahlreiche innerörtliche Busverbindungen sowie Verbindungen in die Nachbargemeinden verstärken das Angebot in den Wintermonaten, insbesondere für den Skitourismus. Am Bahnhof Landeck-Zams besteht Anschluss an die Züge der S-Bahn Tirol sowie an zahlreiche (internationale) Fernverkehrszüge der Arlbergbahn. Auf der Bielerhöhe besteht Anschluss zu den Bussen des Verkehrsverbund Vorarlberg.

### Gesundheitswesen
Auf der Idalpe ist während des Winters der Notarzthubschrauber Robin 3 des Flugrettungsbetreibers SchenkAir stationiert.

## Wirtschaft

### Tourismus

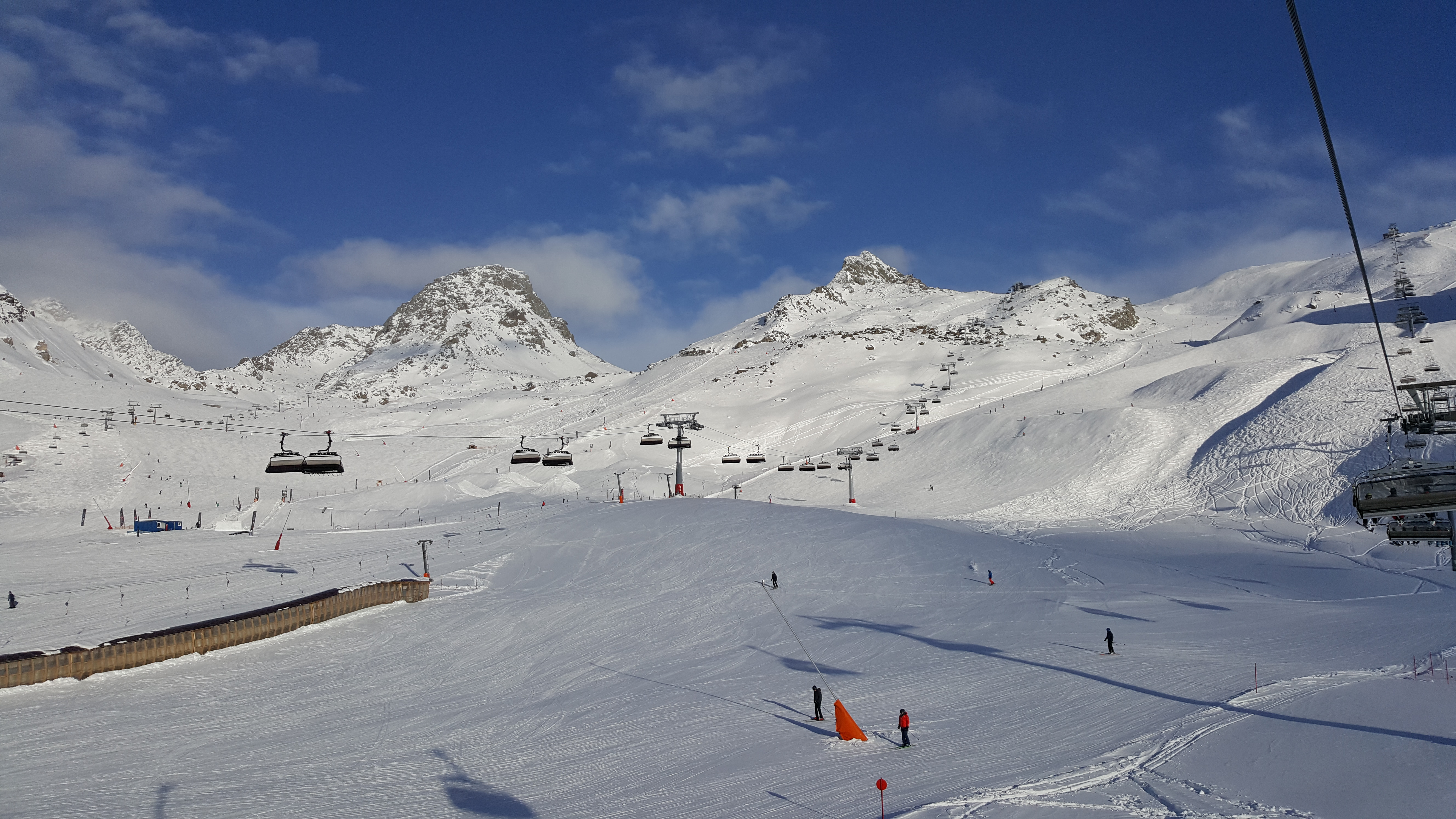
Skigebiet „Silvretta Arena“ in Ischgl (2017)

Silvretta Arena: Bekannt wurde Ischgl durch sein Skigebiet Silvretta Arena, das den Ort mit dem schweizerischen Samnaun verbindet. Es ist mit 238 km Piste und 45 Liftanlagen eines der größten und gilt gleichzeitig als eines der schneesichersten Skigebiete der Alpen. Die Wintersaison beginnt jährlich Ende November und dauert bis Anfang Mai. Betrieben werden die Liftanlagen von der Silvrettaseilbahn AG, die am 7. Oktober 1961 gegründet wurde, treibende Gründungsmitglieder waren der Postwirt Franz Grissemann, der Bürgermeister Franz Kurz sowie Erwin Aloys und Rudolf Wolf. Der Bau der ersten Ischgler Kabinenbahn erfolgte von 1962 bis 1963, unterbrochen vom Absturz der Kabine kurz vor Inbetriebnahme. Im Dezember 1963 wurde die Silvrettaseilbahn, die damals längste Seilbahn Österreichs, eröffnet. Mittlerweile erfolgt der Aufstieg ins Skigebiet über drei Anlagen, die Silvrettabahn (max. 24er-Gondel), seit 1976 über die Fimbabahn, die seit 2007 eine Achter-Gondel ist und seit 1972 die Pardatschgradbahn (ursprünglich Vierer-Gondel, seit der Saison 2014/15 eine 3S-Bahn von Doppelmayr mit 28 Personen pro Gondel). Die maximale Personenzahl, die mit allen Anlagen des Skigebietes befördert werden kann, liegt bei rund 93.000 Personen in der Stunde. Die Silvrettaseilbahn AG setzt jährlich mit 17 Millionen Fahrgästen rund 70 Millionen Euro um und beschäftigt dabei über 500 Mitarbeiter.
Die Saisoneröffnung und der Saisonausklang sowie Ostern werden regelmäßig mit großen Popkonzerten gefeiert, internationale Stars der Musikbranche stehen im Rahmen der Top of the Mountain Concerts auf der Bühne.
Ischgls Charakter wird durch die höchste Dichte an Viersterne-Hotels österreichweit geprägt. Darüber hinaus weist Ischgl ein vielfältiges Angebot an Restaurants, Bars, Shops, Events und Nightlife auf. In der Saison 2017/18 wurden 10.600 Gästebetten in 178 Hotels – davon 4 Fünf-Sterne-Hotels – für mehr als 1,4 Millionen Nächtigungen genutzt. 2015 gab es zudem 26 Bars und 50 Restaurants, von denen wiederum 8 Hauben-Restaurants sind.

## Politik

### Gemeinderat
Der Gemeinderat hat 13 Mitglieder.
Die Gemeinderatswahlen von 2004 bis 2022 hatten folgende Ergebnisse:
| Wählergruppen                      | 2022             | 2022             | 2016             | 2016             | 2010             | 2010             | 2004             | 2004             |
| Wählergruppen                      | Prozent          | Sitze            | Prozent          | Sitze            | Prozent          | Sitze            | Prozent          | Sitze            |
| ---------------------------------- | ---------------- | ---------------- | ---------------- | ---------------- | ---------------- | ---------------- | ---------------- | ---------------- |
| Bürgerliste (BL)                   | 33,88            | 5                | 66,74            | 9                | 41,22            | 6                | 24,46            | 3                |
| Mathoner Liste (ML)                | 12,82            | 1                | 20,12            | 3                | 19,92            | 2                | 24,84            | 3                |
| Liste B'Sinna (B'SINNA)            | 53,31            | 7                | nicht kandidiert | nicht kandidiert | nicht kandidiert | nicht kandidiert | nicht kandidiert | nicht kandidiert |
| Für inser Daham                    | nicht kandidiert | nicht kandidiert | 13,14            | 1                | nicht kandidiert | nicht kandidiert | nicht kandidiert | nicht kandidiert |
| Miar Ischgler                      | nicht kandidiert | nicht kandidiert | nicht kandidiert | nicht kandidiert | 22,68            | 4                | nicht kandidiert | nicht kandidiert |
| Allgemeine Dorfliste Ischgl-Mathon | nicht kandidiert | nicht kandidiert | nicht kandidiert | nicht kandidiert | 10,75            | 1                | nicht kandidiert | nicht kandidiert |
| Junges Ischgl                      | nicht kandidiert | nicht kandidiert | nicht kandidiert | nicht kandidiert | 05,42            | 0                | 13,19            | 2                |
| Allgemeine Dorfliste Ischgl        | nicht kandidiert | nicht kandidiert | nicht kandidiert | nicht kandidiert | nicht kandidiert | nicht kandidiert | 37,52            | 5                |
| Wahlbeteiligung / Sitze gesamt     | 78,75            | 13               | 80,06            | 13               | 88,68            | 13               | 78,30            | 13               |

### Gemeindevorsteher und Bürgermeister
Seit der Wahl 2010 ist Werner Kurz Bürgermeister in Ischgl.
- 1810–1819 Johann Christian Zangerl[66][67]
- 0000–0000 Johann Jehle (1825–1893), Gemeindevorsteher[68]
- 1902–1911 Johann Jehle II (Gemeindevorsteher)
- 1911–1919 Hermann Kneringer
- 1919–1927 Johann Jehle II (Bürgermeister)[69]
- 0000–0000 Heinrich Wolf (1890–1966)[70]
- 1949–0000 Rudolf Walser
- 1958–0000 Franz Kurz (1898–1976)[71]
- 1974–1986 Erwin Aloys (1910–2002)[72]
- 1986–1992 Ludwig Kurz
- 1992–2004 Herbert Aloys
- 2004–2009 Erwin Cimarolli
- 2010–0000 Werner Kurz (Bürgerliste)

### Wappen
Die Verleihung des Wappens erfolgte am 21. Jänner 1975.
Beschreibung:
Im silbernen Feld ein silber-rot gewandeter heiliger Nikolaus mit Breze und Bischofsstab auf einem roten Stuhl sitzend.
Begründung: Vom Hochmittelalter bis in die Mitte des 19. Jahrhunderts war Ischgl ein eigenes Gericht. Das Wappen der Gemeinde Ischgl erinnert an jenes des Gerichtes Ischgl, das ebenfalls einen sitzenden hl. Nikolaus als Wappenfigur geführt hat. Nikolaus ist zugleich der Kirchenpatron der Pfarrkirche von Ischgl.

### Gemeindepartnerschaften
- seit 2006 Schengen (vormals Remerschen), eine Moselgemeinde in Luxemburg

## Persönlichkeiten
Söhne und Töchter der Gemeinde
- Joseph Pfeiffer (1800–1874), Kunstmaler
- Mathias Schmid (1835–1923), Maler
- Niki Ganahl (1956–2015), Musiker, Après-Ski-Entertainer, Gastronom, Landwirt, Skilehrer, Skiführer und Skirennläufer
- Sissi Wolf (* 1979), österreichische Schauspielerin
- Benjamin Parth (* 1988), österreichischer Koch
- Marco Ladner (* 1998), Ski-Freestyler

Ehrenbürger und Ehrenringträger der Gemeinde
Ehrenbürger in Ischgl sind Erwin Aloys und Rudolf Wolf. Ehrenringträger der Gemeinde wurden im Jahr 2017 Herbert Aloys, Herbert Jehle, Elmar Kurz und Erich Wechner.
Persönlichkeiten, die in dieser Gemeinde gewirkt haben
- Franz Fuiko (* 1964), kochte im Hotel Seespitz in Ischgl
- Paul Ivic (* 1978), kochte im Hotel Trofana Royal in Ischgl
- Benjamin Gallein (* 1986), kochte in der VIP Lounge in Ischgl

## Sonstiges
Nach der Gemeinde ist der siebente Meteorit, der in Österreich gefunden wurde, benannt. Der faustgroße Meteorit, ein Chondrit wurde 1976 bei einer Bergstraße gefunden und 2008 als Meteorit identifiziert und befindet sich im Naturhistorischen Museum Wien, das die älteste Meteoritensammlung der Welt beherbergt.

### Mediale Rezeption der Gemeinde
Im Ort und der unmittelbaren Umgebung wurden Szenen für folgende Filme gedreht:
- 1980: Die fünfte Jahreszeit
- 1999: Mörderische Abfahrt – Skitour in den Tod, 93 Minuten
- 2015: ProSieben Taff: Das große Ski-Opening in Ischgl auf YouTube, 7:50 Minuten
- 2019: Grenzenlos – Die Welt entdecken: Ischgl auf YouTube, 41:44 Minuten
- 2020: Downhill von Nat Faxon, Jim Rash, mit Julia Louis-Dreyfus, Will Ferrell, Miranda Otto